# 피마자유

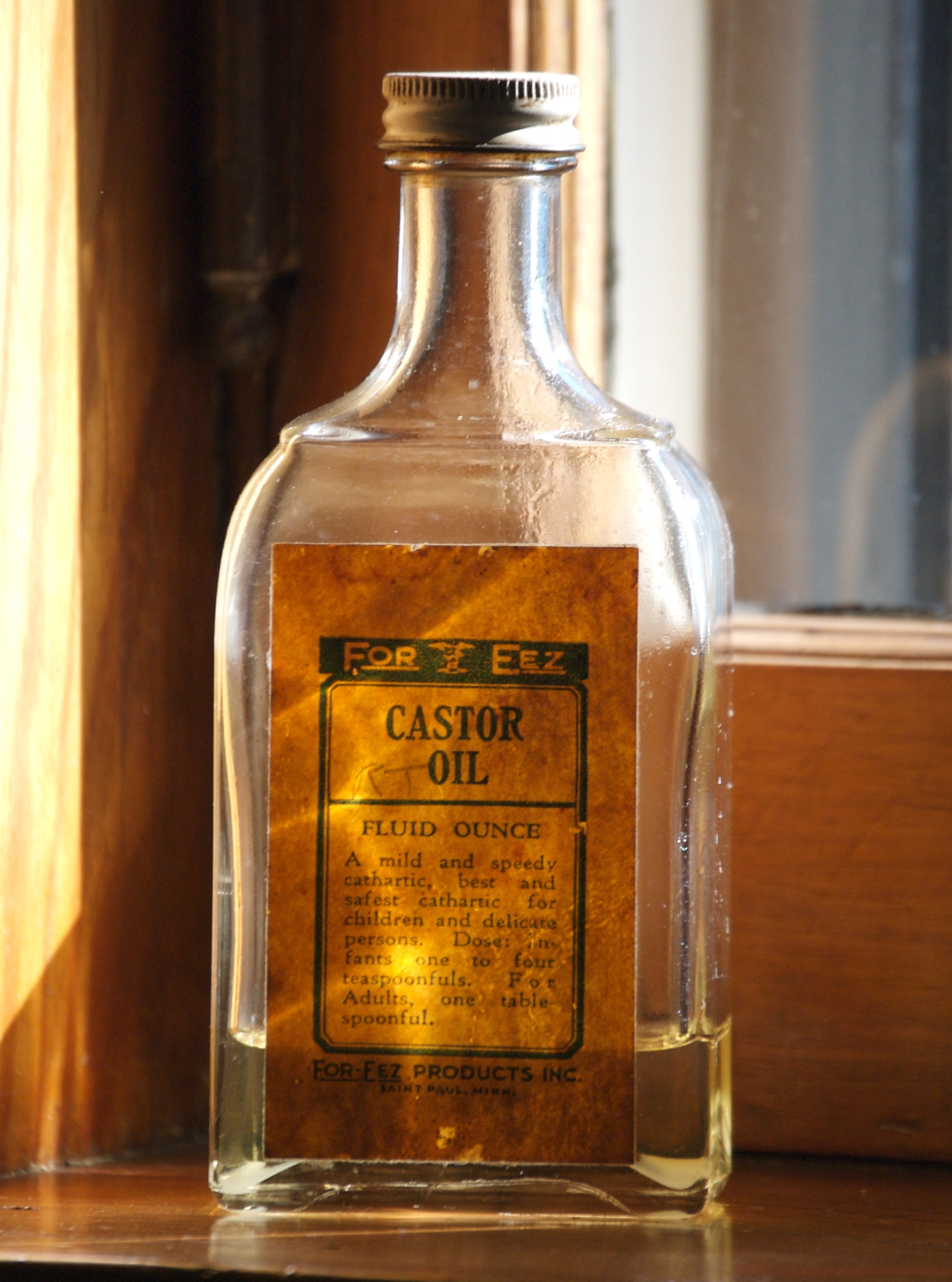
병 안에 들어있는 피마자유

 피마자는 대극과에 들어가는 식물로 원산지는 인도 아프리카 등지다 원산지인 열대 기후에서 자라는 여러해살이풀이다

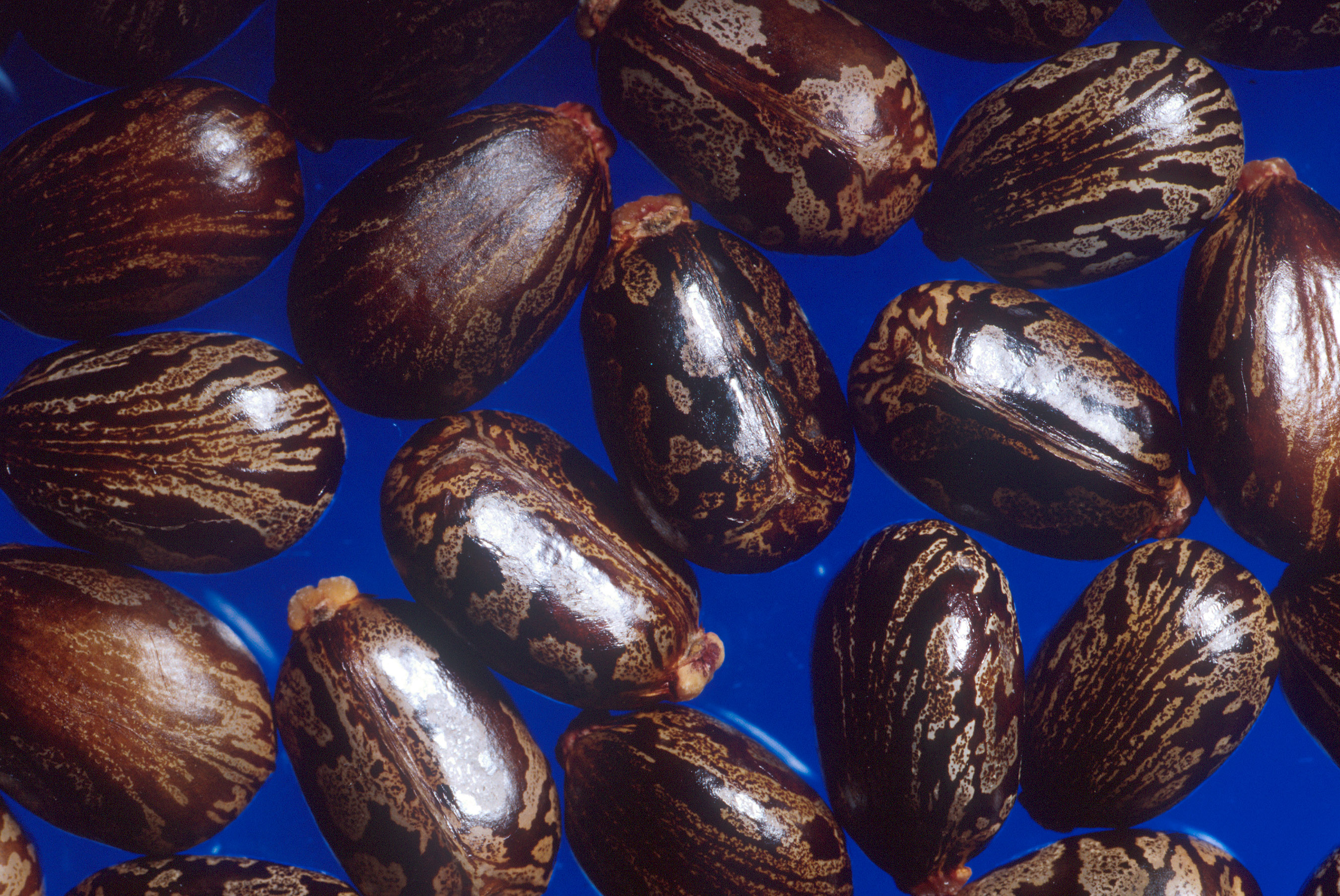
피마자 씨앗

피마자유(蓖麻子油)는 피마자의 종자에서 지방을 압축하여 얻은 기름이다 영어로는 castor oil 캐스터 오일이며 피마자유의 주성분은 리시놀레인이다.
투명하며 골드빛깔의 색상의 액체이며
의약품 윤활유 연료 등으로 사용된다

## 특성
냄새가 강하고, 점성이 있다. 담황색을 띈다.

## 용도
식용을 할 수 없으며, 윤활유, 로드유, 의약품 등으로 쓰인다. 에틸렌글라이콜과 혼합해 브레이크 오일 제조에 사용한다.

## 같이 보기
- 지방산